# Barhaspati Sutras
Die Barhaspati Sutras, auch Lokayata („materialistisch“, „atheistisch“) Sutras waren der grundlegende Text der indischen philosophischen Schule namens Charvaka.
Die Texte stammen vermutlich aus der Maurya-Periode zwischen 320 und 180 v. Chr. Sie gingen verloren und sind nur in fragmentarischen Zitaten überliefert. Dakshinaranjan Shastri publizierte 1928 sechzig derartiger Verse. 1959 publizierte er 54  ausgewählte Verse als Barhaspatya Sutra. Er glaubte, wesentlich mehr Fragmente könnten gefunden werden. R. Bhattacharya versuchte 2002 eine neue Rekonstruktion. Sein Fazit war, dass die Wahrscheinlichkeit von Fehlzitaten steigt, je mehr Verse man auflistet.
Die meisten Zitate finden sich in indischen Werken des 8. bis 12. Jahrhunderts. Das Buch Sarvadarshanasamgraha des Sayana aus dem 14. Jahrhundert beinhaltet eine ausführliche Behandlung von Charvaka ohne Zitate aus der Sicht eines Anhängers des Vedanta.
Ein Text namens Bārhaspatya sūtram arthāt Bārhaspatya Arthaśāstram ist eine offensichtliche Fälschung (Hrsg. Frederick W. Thomas 1921).